# 裘宗舜
裘宗舜（1921年—2016年11月10日），男，江西新建人，中国会计学家、审计学家，曾任江西财经学院教授、代院长，第六、七届全国人大代表。